# Wisła Płock
O Wisła Płock Spółka Akcyjna, abreviado Wisła Płock, é um clube de futebol polonês da cidade de Płock que disputa a Ekstraklasa.

## Títulos
- Copa da Polônia: 2005/2006
- Supercopa da Polônia: 2006

## Notáveis jogadores
- Ireneusz Jeleń
- Sławomir Peszko
- Radosław Sobolewski
- Marcin Wasilewski

## Elenco
Atualizado 20 de dezembro de 2020
Legenda
- : Capitão